# St-Maurice (Vienne)

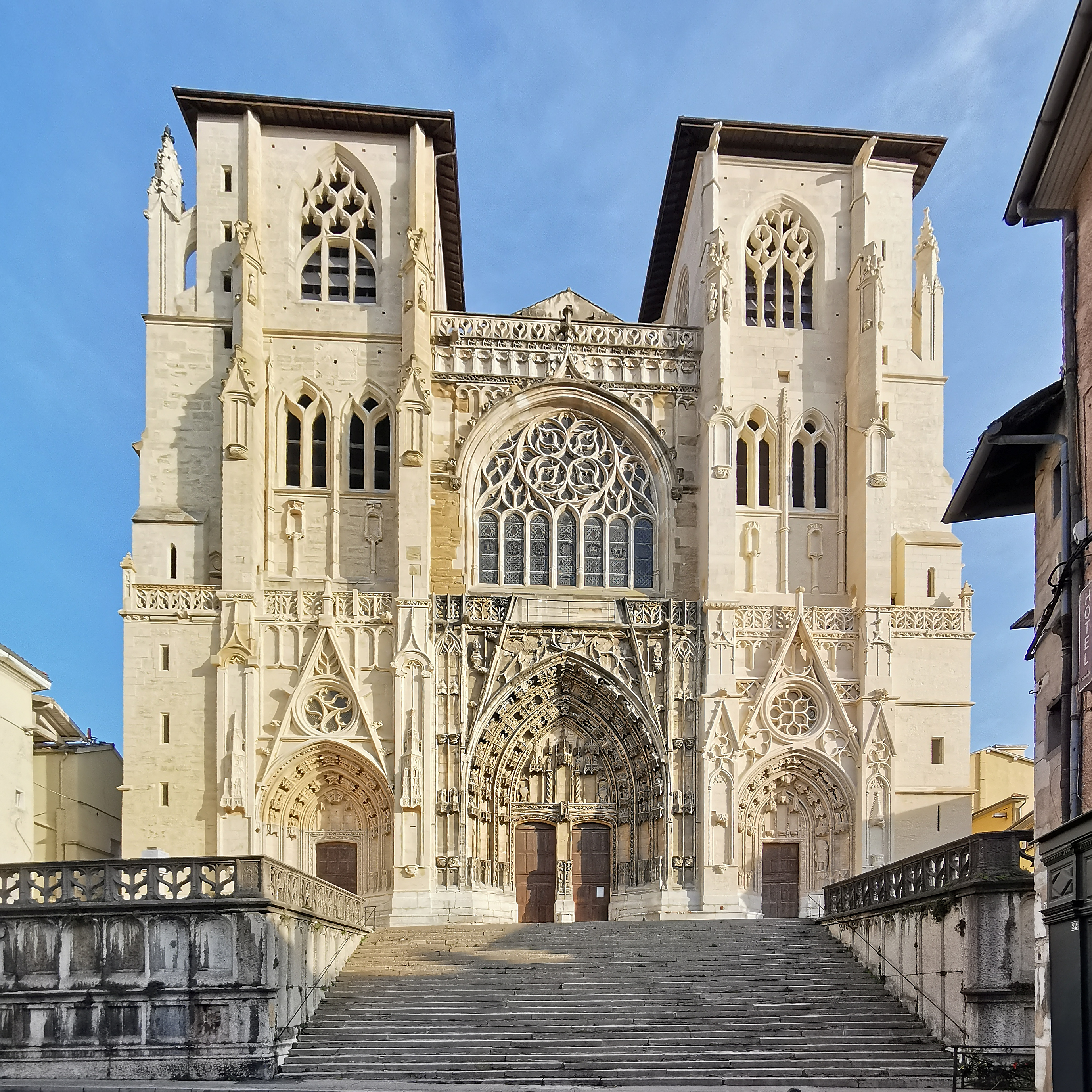
Saint-Maurice, Fassade

 Die Kirche Saint-Maurice in Vienne ist die Kathedrale des ehemaligen Erzbistums Vienne, das erstmals 314 erwähnt und 1790 aufgehoben wurde. Bis dahin war die Kirche gleichzeitig als Sitz des Primas „der Sieben Provinzen“ (Aix, Auch, Bordeaux, Bourges, Embrun, Narbonne und Vienne) die wichtigste Kathedrale Südfrankreichs. Saint-Maurice ist seit 1840 als Monument historique klassifiziert.

## Geschichte
Die verschiedenen Kathedralen von Vienne standen alle am gleichen Ort, von den Bauwerken aus der Zeit vor dem 10. Jahrhundert haben sich jedoch keinerlei Spuren erhalten, da in der Zeit von 1030 bis 1070, der Amtszeit des Erzbischofs Léger, ein vollständiger Neubau vorgenommen wurde. Die heutige Kirche wurde ab 1130 im romanischen Stil gebaut. Aus dieser Zeit stammen Teile des Hauptschiffs zwischen dem 5. und 11. Bogen. Umbauten wurden im 13. Jahrhundert im Stil der Gotik vorgenommen, darunter der Chor sowie die übrigen Teile des Schiffs. Papst Innozenz IV. weihte die Kathedrale Saint-Maurice am 20. April 1251. Aus dem 16. Jahrhundert schließlich stammt die Fassade, deren Schlussstein 1529 gesetzt wurde.

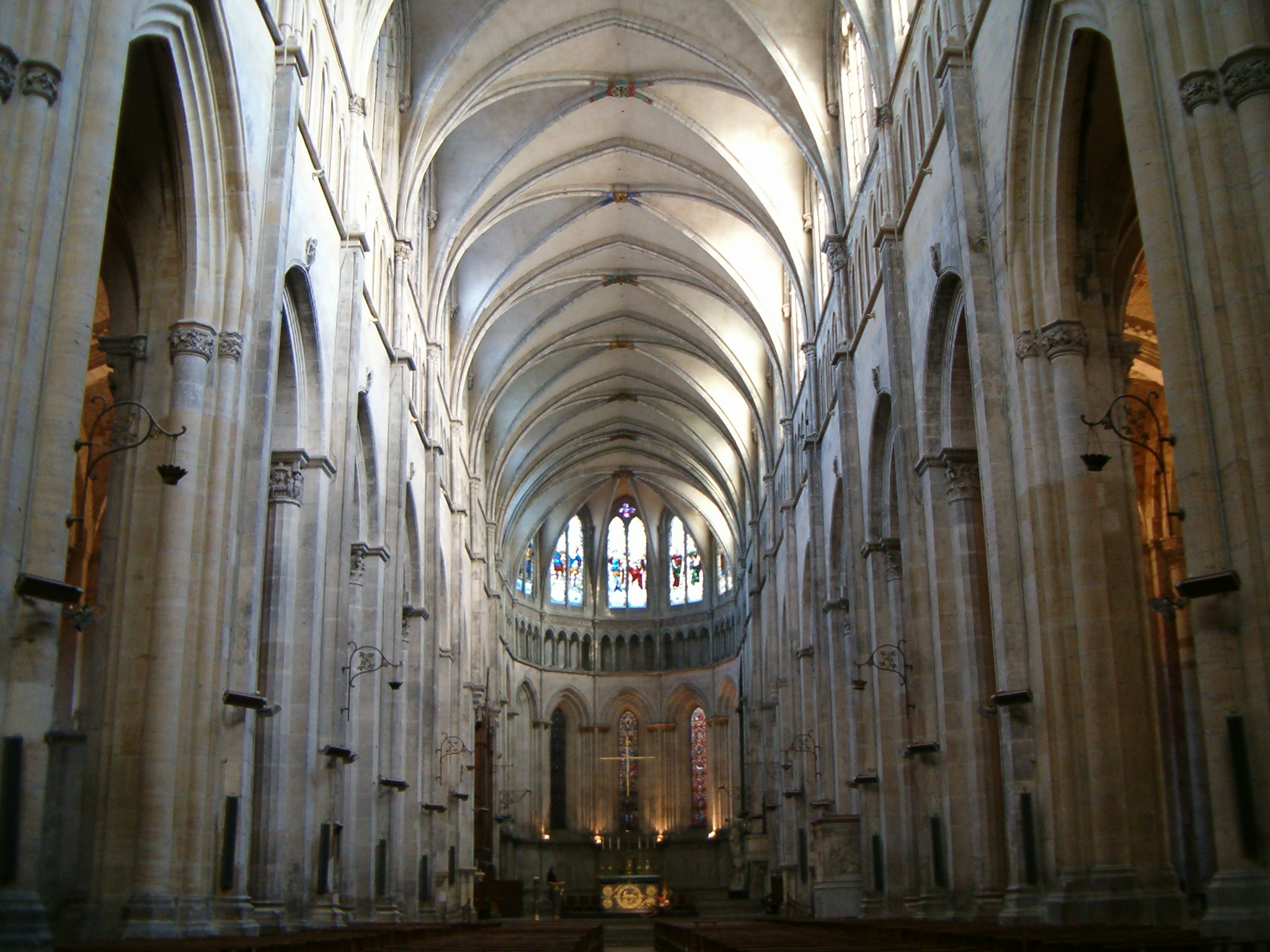
Kirchenschiff

 In der Folgezeit litt die Kirche unter den Hugenottenkriegen: Am 20. März 1562 wurden die meisten Fenster und Skulpturen zerstört. Während der Revolution wurde zum einen das Erzbistum Vienne aufgelöst (1790), sodass Saint-Maurice seitdem nur noch einfache Pfarrkirche ist, zum anderen die nun ehemalige Kathedrale als Heuboden und Kaserne genutzt. Ab 1802 fanden wieder Gottesdienste statt, zwei zugehörige Klöster und Kapellen wurden jedoch 1803/1804 abgerissen, um Platz für die Stadtentwicklung zu schaffen. Etwa zur gleichen Zeit wurde das erzbischöfliche Palais zerstört. 1869 brannte der nördliche Turm aus.
- 887: Boso von Vienne, König von Niederburgund, wird in der Kathedrale bestattet.
- 9. Februar 1119: Guido von Burgund, seit 1088 Erzbischof von Vienne, wird in der Kathedrale zum Papst gekrönt, nachdem er in der Abtei Cluny gewählt worden war; er nimmt den Namen Calixt II. an.
- 20. April 1251: Papst Innozenz IV. weiht die neue Kathedrale.
- 16. Oktober 1311 bis 6. Mai 1312: Das von Papst Clemens V. einberufene Konzil von Vienne findet in der Kathedrale statt; hier wird die Auflösung des Templerordens beschlossen.
- 1529: Der Schlussstein wird gesetzt.
- 20. März 1562: Plünderung der Kathedrale durch die Truppen des Barons von Les Adrets
- 1790: Aufhebung des Erzbistums Vienne, Saint-Maurice wird Pfarrkirche.
- 1803–1804: Abriss der Nebengebäude der Kathedrale zur Stadtentwicklung